# Neoperla wagneri
Neoperla wagneri är en bäcksländeart som beskrevs av Ignac Sivec 1984. Neoperla wagneri ingår i släktet Neoperla och familjen jättebäcksländor. Inga underarter finns listade i Catalogue of Life.